# Hadwig von Arx
Hadwig von Arx (* 20. Oktober 1881 in Solothurn; † 23. März 1970 ebenda) war eine Schweizer Lehrerin, Schriftstellerin und nebenamtliche Bibliothekarin.

## Leben
Hadwig von Arx war die älteste Tochter von Benedikt Walter von Arx (1852–1922), Professor an der Kantonsschule Solothurn, Theaterautor und Kantonsbibliothekar, und seiner ersten Ehefrau Maria Stephanie geb. Stegmüller (1846–1917), Sekundarlehrerin. Hadwig von Arx wuchs zusammen mit ihrem jüngeren Bruder Siegfried von Arx auf.
Hadwig von Arx besuchte das Lehrerseminar Menzingen und arbeitete von 1919 bis 1949 als Bezirkslehrerin für Geschichte und Deutsch in Solothurn. Sie betreute von 1925 bis 1933 die Redaktion der für weibliche Lehrkräfte konzipierten Beilage «Lehrerin» der Zeitschrift «Schweizer Schule». Zudem war sie am Bürgerspital Solothurn als Bibliothekarin tätig.
Als Schriftstellerin wurde sie besonders mit Gedichten und Festspielen bekannt.

## Werke
- Annette von Droste-Hülshoff. 1911
- Schüler-Aufführung zu Gunsten der städtischen Jugendfürsorge, 7. August 1919. Prolog. 1919.
- Der Retter der Stadt. Historisches Festspiel in drei Bildern. 1937.
- Unsere Landessprachen. Kleines Spiel, aufgeführt beim Festmahl der St.-Valentin- und St.-Jakobs-Bruderschaft. 1938.
- Fritz Jenny, 1883–1954, zum Gedenken. 1954.
- Engelreigen. Gedicht (vertont von Casimir Meister für zweistimmigen Chor, Violine und Klavier, 1922)
- Wenn Tore sich schliessen. Brief einer pensionierten Lehrerin… In: Schweizer Schule. 45, 1958 (Sondernummer zu Saffa 1958: Wirken und Leben der Lehrerin), S. 172–174.